# Sarduri III

L'Urartu sous les règnes des rois Rusa II et Sarduri III.

Sarduri III est roi d'Urartu de 645 à 635 av. J.-C. Il est le fils de Rusa II.
Il est l'un des derniers rois de l'Urartu mentionnés par les annales assyriennes. À partir de son règne, l'Urartu et l'Assyrie cessent de se combattre pour faire face à la nouvelle menace venant de l'association des Babyloniens et des Mèdes. Les capitales assyriennes, Assur (614) et Ninive (612) tombent sous les coups des armées du roi mède Cyaxare (633-584).
Sarduri II a deux enfants :  Sarduri IV et Erimena, qui lui succèdent.